# Хазін В'ячеслав Йосипович
В'ячесла́в Йо́сипович Ха́зін — український вчений-будівельник, кандидат технічних наук (1973), доцент (1981), професор (1990 р.), дійсний член Академії будівництва України (1996). Нагороджений орденом «Знак Пошани» та п'ятьма медалями, почесний працівник будівництва та архітектури, відмінник транспортного будівництва, відмінник освіти України.

## Життєпис
Народився 1941 року в селі Ромодан Миргородського району Полтавської області. 1963 року закінчив Полтавський інженерно-будівельний інститут.
Працював на будівництві — майстер, виконроб, заступник начальника, головний інженер, начальник БУ-113 «Південтрансбуд». Протягом 1976—1978 років — головний інженер департаменту транспортного будівництва, Сирія. В 1978—2012 роках послідовно – асистент, доцент, декан, професор, врешті завідував кафедрою проектування автомобільних доріг і сільських будівель у Полтавському національному технічному університеті імені Юрія Кондратюка.
Протягом 1963—1978 років брав участь
- у будівництві громадських, промислових та сільськогосподарських об'єктів,
- автомобільних й залізничних доріг, колієпроводів, віадуків, мостів — у Полтавській області та Сирії.

Брав участь
- у зведенні Кременчуцького заводу залізобетонних шпал,
- реконструкції Полтавського тепловозоремонтного заводу,
- Харківського метрополітену,
- під'їзних залізничних колій — Дніпровський і Оскольський металургійний комбінат[ru],
- деяких пам'яток архітектури.

Як педагог підготував 5 кандидатів наук. Опубліковано його понад 185 робіт, з них дві монографії, 1 підручник, 3 навчальні посібники, 1 довідник. Автором понад 10 авторських винаходів й патентів, під його орудою впроваджено у виробництво до 20 раціоналізаторських пропозицій.